# Línea 30 (TUCARSA)
La línea 30 de la red de autobuses urbanos de Cartagena (TUCARSA) une Cartagena con Mazarrón.

## Características
Esta línea interurbana une Cartagena con Mazarrón y sus localidades costeras.
Será sustituida por la línea 86 de Movibus cuando se implante la segunda fase.
La línea mantiene los mismos horarios todo el año (exceptuando las vísperas de festivo y festivos de Navidad).
Pertenece a la concesión MUR-005 "Puerto Lumbreras-Cartagena", y es operada por ALSA (TUCARSA).

## Horarios
Los horarios que no sean cabecera son aproximados.
| Lunes a viernes laborables              |                      |                      |                      |                      |                      |                      |                      |                      |                      |                      |                      |                      |                      |                      |                      |                      |                      |                      |                      |                      |                      |
| Cartagena > Mazarrón                    | Cartagena > Mazarrón | Cartagena > Mazarrón | Cartagena > Mazarrón | Cartagena > Mazarrón | Cartagena > Mazarrón | Cartagena > Mazarrón | Cartagena > Mazarrón | Cartagena > Mazarrón | Cartagena > Mazarrón | Cartagena > Mazarrón | Mazarrón > Cartagena | Mazarrón > Cartagena | Mazarrón > Cartagena | Mazarrón > Cartagena | Mazarrón > Cartagena | Mazarrón > Cartagena | Mazarrón > Cartagena | Mazarrón > Cartagena | Mazarrón > Cartagena | Mazarrón > Cartagena | Mazarrón > Cartagena |
| Cartagena                               | Perín                | Cuesta Blanca        | Tallante             | Azohía               | Isla Plana           | Alamillo             | Pto. Mazarrón        | Playa Grande         | Bolnuevo             | Mazarrón             | Mazarrón             | Bolnuevo             | Playa Grande         | Pto. Mazarrón        | Alamillo             | Isla Plana           | Azohía               | Tallante             | Cuesta Blanca        | Perín                | Cartagena            |
| 09:15                                   | →                    | →                    | →                    | 09:40                | 09:50                | 10:00                | 10:05                | →                    | →                    | 10:30                | 06:30                | 06:35                | 06:40                | 06:50                | 07:00                | 07:10                | 07:15                | →                    | →                    | →                    | 07:45                |
| 11:00                                   | →                    | 11:20                | 11:25                | →                    | →                    | 11:45                | 11:50                | →                    | →                    | 12:15                |                      |                      |                      |                      |                      |                      |                      | 08:40                | 08:50                | 09:05                | 09:25                |
| 13:00                                   | 13:20                | 13:30                | 13:40                |                      |                      |                      |                      |                      |                      |                      | 10:30                | 10:35                | 10:40                | 10:50                | 10:55                | →                    | →                    | 11:05                | 11:15                | →                    | 11:45                |
| 15:00                                   | →                    | →                    | →                    | 15:25                | 15:35                | 15:45                | 15:50                | 15:55                | 16:00                | 16:15                | 12:15                | →                    | →                    | 12:25                | 12:30                | 12:40                | 12:45                | →                    | →                    | →                    | 13:30                |
| 17:30                                   | →                    | 17:50                | 17:55                | →                    | →                    | 18:15                | 18:20                | →                    | →                    | 18:45                | 16:15                | 16:20                | 16:25                | 16:35                | 16:40                | 16:50                | 16:55                | →                    | →                    | →                    | 17:30                |
| 18:30                                   | →                    | →                    | →                    | 18:55                | 19:05                | 19:15                | 19:20                | →                    | →                    | 19:45                | 18:45                | →                    | →                    | 18:55                | 19:00                | 19:10                | 19:15                | →                    | →                    | →                    | 20:00                |
| 21:30                                   | →                    | →                    | →                    | 21:55                | 22:05                | 22:15                | 22:20                | 22:25                | 22:30                | 22:45                | 19:45                | 19:50                | 19:55                | 20:05                | 20:10                | 20:20                | 20:25                | →                    | →                    | →                    | 21:00                |
| Sábados laborables, domingos y festivos |                      |                      |                      |                      |                      |                      |                      |                      |                      |                      |                      |                      |                      |                      |                      |                      |                      |                      |                      |                      |                      |
| Cartagena > Mazarrón                    | Cartagena > Mazarrón | Cartagena > Mazarrón | Cartagena > Mazarrón | Cartagena > Mazarrón | Cartagena > Mazarrón | Cartagena > Mazarrón | Cartagena > Mazarrón | Cartagena > Mazarrón | Cartagena > Mazarrón | Cartagena > Mazarrón | Mazarrón > Cartagena | Mazarrón > Cartagena | Mazarrón > Cartagena | Mazarrón > Cartagena | Mazarrón > Cartagena | Mazarrón > Cartagena | Mazarrón > Cartagena | Mazarrón > Cartagena | Mazarrón > Cartagena | Mazarrón > Cartagena | Mazarrón > Cartagena |
| Cartagena                               | Perín                | Cuesta Blanca        | Tallante             | Azohía               | Isla Plana           | Alamillo             | Pto. Mazarrón        | Playa Grande         | Bolnuevo             | Mazarrón             | Mazarrón             | Bolnuevo             | Playa Grande         | Pto. Mazarrón        | Alamillo             | Isla Plana           | Azohía               | Tallante             | Cuesta Blanca        | Perín                | Cartagena            |
| 08:00                                   | →                    | →                    | →                    | 08:25                | 08:35                | 08:45                | 08:50                | →                    | →                    | 09:15                | 09:15                | 09:25                | 09:30                | 09:35                | 09:40                | 09:50                | 10:00                | →                    | →                    | →                    | 10:30                |
| 10:30                                   | →                    | →                    | →                    | 10:55                | 11:05                | 11:15                | 11:20                | →                    | →                    | 11:45                | 11:45                | 11:55                | 12:00                | 12:05                | 12:10                | 12:20                | 12:30                | →                    | →                    | →                    | 13:00                |
| 13:00                                   | →                    | 13:20                | 13:30                | →                    | →                    | 13:45                | 13:55                | →                    | →                    | 14:15                | 14:15                | 14:25                | 14:30                | 14:35                | 14:45                | 14:55                | 15:05                | →                    | →                    | →                    | 15:30                |
| 15:30                                   | →                    | →                    | →                    | 15:55                | 16:05                | 16:15                | 16:20                | 16:25                | 16:30                | 16:45                | 16:45                | →                    | →                    | 16:55                | 17:00                | →                    | →                    | 17:20                | 17:25                | →                    | 18:00                |
| 18:00                                   | →                    | →                    | →                    | 18:25                | 18:35                | 18:45                | 18:50                | →                    | →                    | 19:15                | 19:30                | 19:40                | 19:45                | 19:50                | 19:55                | 20:05                | 20:15                | →                    | →                    | →                    | 20:45                |
| Sólo sábados laborables                 |                      |                      |                      |                      |                      |                      |                      |                      |                      |                      |                      |                      |                      |                      |                      |                      |                      |                      |                      |                      |                      |

## Recorrido y paradas

### Sentido Mazarrón
| Parada                                                                                      | Común con              | Municipio |
| ------------------------------------------------------------------------------------------- | ---------------------- | --------- |
| Estación de Autobuses Cartagena                                                             | 21 41 42C 43 45 47 411 | Cartagena |
| Alameda de San Antón (Par) - Plaza de España                                                | 5 6 7 8 12 14 41       | Cartagena |
| Sebastián Feringán (Par) - Escudo                                                           | 3 5 6 12               | Cartagena |
| Mayor - Estanco                                                                             | 4 12                   | Cartagena |
| Las expediciones sin paso por Perín, Cuesta Blanca y Tallante realizan la siguiente parada: |                        |           |
| Residencia 3ª Edad                                                                          |                        | Cartagena |
| Las expediciones con paso por Perín realizan la siguiente parada:                           |                        |           |
| Perín                                                                                       |                        | Cartagena |
| Las expediciones con paso por Cuesta Blanca y Tallante realizan las siguientes paradas:     |                        |           |
| Cuesta Blanca - Farmacia                                                                    | 25                     | Cartagena |
| Tallante                                                                                    | 25                     | Cartagena |
| Las expediciones sin paso por Perín, Cuesta Blanca y Tallante realizan la siguiente parada: |                        |           |
| Torre de Nicolás Pérez                                                                      |                        | Cartagena |
| Las expediciones con paso por La Azohía e Isla Plana realizan las siguientes paradas:       |                        |           |
| Hotel L'Azohía                                                                              |                        | Cartagena |
| La Azohía - AA.VV.                                                                          |                        | Cartagena |
| La Azohía - Estanco                                                                         |                        | Cartagena |
| La Azohía - Restaurante La Bodega                                                           |                        | Cartagena |
| Puerto La Azohía                                                                            |                        | Cartagena |
| Camping Los Madriles                                                                        |                        | Cartagena |
| Isla Plana - AA.VV.                                                                         |                        | Cartagena |
| Isla Plana - Urb. Ladera del Mar                                                            |                        | Cartagena |
| Camping Los Delfines                                                                        |                        | Mazarrón  |
| Paradas del itinerario común                                                                |                        |           |
| El Alamillo                                                                                 |                        | Mazarrón  |
| Los Colegios                                                                                |                        | Mazarrón  |
| Estación de Autobuses de Puerto de Mazarrón                                                 |                        | Mazarrón  |
| Las expediciones con paso por Playa Grande y Bolnuevo realizan las siguientes paradas:      |                        |           |
| Playa Grande                                                                                |                        | Mazarrón  |
| Bolnuevo                                                                                    |                        | Mazarrón  |
| Terminal de todas las expediciones                                                          |                        |           |
| Mazarrón                                                                                    |                        | Mazarrón  |

### Sentido Cartagena
| Parada                                                                                      | Común con                      | Municipio |
| ------------------------------------------------------------------------------------------- | ------------------------------ | --------- |
| Mazarrón                                                                                    |                                | Mazarrón  |
| Las expediciones con paso por Bolnuevo y Playa Grande realizan las siguientes paradas:      |                                |           |
| Bolnuevo                                                                                    |                                | Mazarrón  |
| Playa Grande                                                                                |                                | Mazarrón  |
| Paradas del itinerario común                                                                |                                |           |
| Estación de Autobuses de Puerto de Mazarrón                                                 |                                | Mazarrón  |
| Los Colegios                                                                                |                                | Mazarrón  |
| El Alamillo                                                                                 |                                | Mazarrón  |
| Las expediciones con paso por Isla Plana y La Azohía realizan las siguientes paradas:       |                                |           |
| Camping Los Delfines                                                                        |                                | Mazarrón  |
| Isla Plana - Urb. Ladera del Mar                                                            |                                | Cartagena |
| Isla Plana - AA.VV.                                                                         |                                | Cartagena |
| Camping Los Madriles                                                                        |                                | Cartagena |
| Puerto La Azohía                                                                            |                                | Cartagena |
| La Azohía - Restaurante La Bodega                                                           |                                | Cartagena |
| La Azohía - Estanco                                                                         |                                | Cartagena |
| La Azohía - AA.VV.                                                                          |                                | Cartagena |
| Hotel L'Azohía                                                                              |                                | Cartagena |
| Las expediciones sin paso por Tallante, Cuesta Blanca y Perín realizan la siguiente parada: |                                |           |
| Torre de Nicolás Pérez                                                                      |                                | Cartagena |
| Las expediciones con paso por Tallante y Cuesta Blanca realizan las siguientes paradas:     |                                |           |
| Tallante                                                                                    | 25                             | Cartagena |
| Cuesta Blanca - Gasolinera                                                                  | 25                             | Cartagena |
| Las expediciones con paso por Perín realizan la siguiente parada:                           |                                |           |
| Perín                                                                                       |                                | Cartagena |
| Las expediciones sin paso por Perín, Cuesta Blanca y Tallante realizan la siguiente parada: |                                |           |
| Residencia 3ª Edad                                                                          |                                | Cartagena |
| Paradas del itinerario común                                                                |                                |           |
| Mayor - Estanco (Frente)                                                                    | 4 12                           | Cartagena |
| Sebastián Feringán (Impar) - Escudo                                                         | 3 12                           | Cartagena |
| Alameda de San Antón (Impar) - Plaza de España                                              | 5 6 7 9 12 14 41               | Cartagena |
| Alfonso XIII - Asamblea Regional (Frente)                                                   | 1 2 4 5 6 7 12 14 18 24 41 42A | Cartagena |
| Estación de Autobuses Cartagena                                                             | 21 41 42C 43 45 47 411         | Cartagena |